# Santa Maria in Cosmedin (diaconia)
La diaconia di Santa Maria in Cosmedin (in latino: Diaconia Sanctæ Mariæ in Cosmedin) eretta da papa Stefano II nella chiesa fatta costruire intorno al 600 da papa Gregorio I sul Tempio della Fortuna. Nell'antichità era conosciuta anche con il nome di Santa Maria in Schola Græca. All'inizio era solo una piccola chiesa nella loggia dei mercanti, ma, in seguito, papa Adriano I la trasformò in una vera basilica. Nel 1432 papa Eugenio IV, che donò la chiesa ai benedettini di Montecassino, per evitare conflitti tra i monaci ed il diacono, soppresse il titolo. Comunque, papa Leone X lo riammise nel 1513.

## Titolari
- Leone, O.S.B. (?) (1062-1082)
- Giovanni Caetani, O.S.B.Cas. (1082 o 1088[1] - 24 gennaio 1118 eletto papa)
- Pietro Ruffo (o Ruffus) (1118 - 1120)
- Etienne de Bar, O.S.B.Cas. (1120 - 1130 ? o 1134 ? o 1142 ?)
- Giacinto Bobone Orsini (8 febbraio 1144 - 10 aprile 1191 eletto papa)
- Jacopo (dicembre 1178 - ?)
- Nicolò Bobone (1191 o 1192 o 1193 - 1200 deceduto)
- Giovanni dei conti di Segni (dicembre 1200 - giugno 1213 deceduto)
- Raniero Capocci, O.Cist. (1216 - 1250 ? deceduto)
- Giacomo Savelli (17 dicembre 1261 - 2 aprile 1285 eletto papa)
- Francesco Caetani (17 dicembre 1295 - 16 maggio 1317 deceduto)
- Napoleone Orsini, in commendam (1317 - 1320 dimesso)
- Raymond Le Roux (o Ruffo, o Russo) (20 dicembre 1320 - 1325 nominato cardinale presbitero di San Crisogono)
- Guillaume de la Jugée (20 settembre 1342 - 22 aprile 1368 nominato cardinale presbitero di San Clemente)
- Pedro Martínez de Luna y Gotor (20 dicembre 1375 - 20 settembre 1378 deposto per aver aderito all'obbedienza dell'antipapa Clemente VII)
  - Pedro Martínez de Luna y Gotor (20 settembre 1378 - 28 settembre 1394 eletto antipapa con il nome di Benedetto XIII) (obbedienza avignonese)
- Guglielmo di Capua (o d'Altavilla) (1383 - 1384 nominato cardinale presbitero di Santo Stefano al Monte Celio)
- Pietro Morosini (19 settembre 1408 - 1417 nominato cardinale diacono di Santa Maria in Domnica)
  - Lucido Conti (6 giugno 1411 - dopo il 16 dicembre 1417 confermato da papa Martino V) (obbedienza pisana)
- Lucido Conti (dopo il 16 dicembre 1417 - 9 settembre 1437 deceduto)
- Raymond Pérault, O.E.S.A. (23 settembre 1493 - 1496 nominato cardinale diacono pro illa vice di Santi Vitale, Valeria, Gervasio e Protasio)
- Luigi d'Aragona (marzo 1496 o 1497 - 21 gennaio 1519 deceduto)
- Franciotto Orsini (1519 - 10 gennaio 1534 deceduto)
- Nicolò Ridolfi (19 gennaio 1534 - 31 maggio 1540 nominato cardinale diacono di Santa Maria in Via Lata)
- Guidascanio Sforza (31 maggio 1540 - 10 dicembre 1540 nominato cardinale presbitero di Sant'Eustachio)
- Reginald Pole (10 dicembre 1540 - 1º dicembre 1555); titolo pro illa vice (1º dicembre 1555 - 17 novembre 1558 deceduto)
- Giacomo Savelli (16 dicembre 1558 - 19 gennaio 1560); titolo pro illa vice (19 gennaio 1560 - 8 aprile 1573 nominato cardinale presbitero di Santa Maria in Trastevere)
- Antonio Carafa (8 aprile 1573 - 8 novembre 1577 nominato cardinale diacono di Santa Maria in Via Lata)
- Filippo Guastavillani (8 novembre 1577 - 19 dicembre 1583 nominato cardinale diacono di Sant'Angelo in Pescheria)
- Giovanni Vincenzo Gonzaga, O.B.E. (19 dicembre 1583 - 18 dicembre 1585); titolo pro illa vice (18 dicembre 1585 - 20 aprile 1587 nominato cardinale presbitero dei Santi Bonifacio e Alessio)
- Alessandro Damasceni Peretti (20 aprile 1587 - 11 settembre 1587 nominato cardinale diacono di Sant'Eustachio)
- Girolamo Mattei (11 settembre 1587 - 20 marzo 1589 nominato cardinale diacono di Sant'Eustachio)
- Benedetto Giustiniani (20 marzo 1589 - 7 gennaio 1591 nominato cardinale presbitero di San Marcello)
- Ascanio Colonna (14 gennaio 1591 - 8 novembre 1599); titolo pro hac vice  (8 novembre 1599 - 15 dicembre 1599 nominato cardinale presbitero di Santa Pudenziana)
- Giovanni Battista Deti (15 dicembre 1599 - 6 ottobre 1614 nominato cardinale presbitero dei Santi Marcellino e Pietro)
- Alessandro Orsini (11 gennaio 1616 - 22 agosto 1626 deceduto)
- Pietro Maria Borghese (24 agosto 1626 - 19 dicembre 1633 nominato cardinale diacono pro illa vice di San Crisogono)
- Lelio Biscia (19 dicembre 1633 - 9 febbraio 1637 nominato cardinale presbitero di Santa Maria del Popolo)
- Alessandro Cesarini (9 febbraio 1637 - 28 luglio 1638 nominato cardinale diacono di Sant'Eustachio)
- Girolamo Colonna (27 giugno 1639 - 14 marzo 1644 nominato cardinale diacono di Sant'Angelo in Pescheria)
- Virginio Orsini, O.B.E. (14 marzo 1644 - 21 luglio 1653 nominato cardinale diacono di Sant'Eustachio)
- Vincenzo Costaguti (21 luglio 1653 - 6 marzo 1656 nominato cardinale diacono di Sant'Eustachio)
- Paolo Emilio Rondinini (6 marzo 1656 - 30 aprile 1668 nominato cardinale presbitero di Sant'Eusebio)
- Carlo Gualterio (12 marzo 1668 - 25 dicembre 1668); titolo pro hac vice (25 dicembre 1668 - 15 gennaio 1669 nominato cardinale presbitero di Sant'Eusebio)
- Giacomo Franzoni (14 gennaio 1669 - 14 maggio 1670 nominato cardinale presbitero di San Pancrazio)
- Leopoldo de' Medici (14 maggio 1670 - 10 novembre 1675 deceduto)
- Carlo Barberini (2 dicembre 1675 - 27 settembre 1683 nominato cardinale presbitero di Santa Maria della Pace)
- Paolo Savelli (15 novembre 1683 - 11 settembre 1685 deceduto)
- Felice Rospigliosi (1º ottobre 1685 - 30 settembre 1686 nominato cardinale diacono di Sant'Agata alla Suburra)
- Benedetto Pamphilj, O.E.S.S.H. (30 settembre 1686 - 17 maggio 1688 nominato cardinale diacono di Sant'Agata alla Suburra)
- Fulvio Astalli (17 maggio 1688 - 19 ottobre 1689 nominato cardinale diacono dei Santi Cosma e Damiano)
- Carlo Bichi (10 aprile 1690 - 22 dicembre 1693 nominato cardinale diacono di Sant'Agata alla Suburra)
- Vacante (1693 - 1706)
- Nicola Grimaldi (25 giugno 1706 - 8 giugno 1716 nominato cardinale presbitero di San Matteo in Merulana)
- Annibale Albani (8 giugno 1716 - 6 luglio 1722 nominato cardinale presbitero di San Clemente)
- Alessandro Albani (23 settembre 1722 - 7 agosto 1741); in commendam (7 agosto 1741 - 11 dicembre 1779 deceduto)
- Pasquale Acquaviva d'Aragona (23 dicembre 1779 - 27 settembre 1780 nominato cardinale diacono di Sant'Eustachio)
- Gregorio Anton Maria Salviati (27 settembre 1780 - 29 novembre 1790 nominato cardinale diacono di Santa Maria in Via Lata)
- Fernando Spinelli (29 novembre 1790 - 18 dicembre 1795 deceduto)
- Vacante (1795 - 1800)
- Fabrizio Dionigi Ruffo (11 agosto 1800 - 27 giugno 1821 nominato cardinale diacono di Santa Maria in Via Lata)
- Antonio Maria Frosini (16 maggio 1823 - 8 luglio 1834 deceduto)
- Alessandro Spada (24 luglio 1835 - 16 dicembre 1843 deceduto)
- Paolo Mangelli Orsi (22 febbraio 1844 - 4 marzo 1846 deceduto)
- Giovanni Serafini (16 aprile 1846 - 1º febbraio 1855 deceduto)
- Giuseppe Ugolini (17 dicembre 1855 - 15 marzo 1858); in commendam (15 marzo 1858 - 19 dicembre 1867 deceduto)
- Vacante (1867 - 1875)
- Lorenzo Ilarione Randi (23 settembre 1875 - 24 marzo 1884); in commendam (24 marzo 1884 - 20 dicembre 1887 deceduto)
- Vacante (1887 - 1889)
- Gaetano de Ruggiero (27 maggio 1889 - 9 ottobre 1896 deceduto)
- Vacante (1896 - 1903)
- Giuseppe Callegari, titolo pro illa vice (12 novembre 1903 - 14 aprile 1906 deceduto)
- Aristide Cavallari, titolo pro illa vice (18 aprile 1907 - 24 novembre 1914 deceduto)
- Oreste Giorgi (7 dicembre 1916 - 25 maggio 1923); titolo pro hac vice (25 maggio 1923 - 30 dicembre 1924 deceduto)
- Alessandro Verde (17 dicembre 1925 - 16 dicembre 1935); titolo pro hac vice (16 dicembre 1935 - 29 marzo 1958 deceduto)
- Francesco Roberti (18 dicembre 1958 - 16 giugno 1967 nominato cardinale presbitero dei Santi XII Apostoli)
- Vacante dal 1967